# Тайні Граймс
Та́йні Граймс (англ. Tiny Grimes, справжнє ім'я Ллойд Граймс, англ. Lloyd Grimes; 7 липня 1916, Ньюпорт-Ньюс, Вірджинія — 4 березня 1989, Нью-Йорк) — американський джазовий і ритм-енд-блюзовий гітарист.

## Біографія
Народився 7 липня 1916 року в Ньюпорт-Ньюс, Вірджинія. Починав грати на барабанах. Самостійно навчився грати на фортепіано; починав грати в аматорських шоу у Вишингтоні у 1935 році. У 1938 році грав на фортепіано і танцював в клубі Rythm Club в Нью-Йорку. Самостійно навчився грати на 4-струнній електричній гітарі; грав з гуртом The Cats & the Fiddle (1940—41); Артом Тейтумом-Слемом Стюартом (1943—44). Грав з власним гуртом Rocking Highlanders на 52-й вулиці (1944—47); також записувався як соліст з Чарлі Паркером (1944). У 1946—47 записувався на Blue Note з власними гуртами; акомрпанував Айку Квебеку, Джону Гарді.
У 1947 році переїхав до Клівленда. У 1951—55 гастролював зі своїм гуртом в Середньому Заході; потім оселився у Філадельфії. Повернувшись до Нью-Йорка, де грав у клубах Гарлема і Гринвіч-Віллиджа, Нью-Йорк у 1960 році. З 1958 року записувався Prestige як соліст, а також з Коулменом Гокінсом, Джеромом Річардсоном (1959). Гастролював у Франції з Мілтом Бакнером (1968), Джеєм Макшенном (1970). У 1971 році взяв участь у зірковому концерті гітаристів в Таун-холлі. У 1970-х очолював власні гурти в Нью-Йорку. У 1972 році грав з Ерлом Гайнсом. Виступав і записувався у Нью-Йорку до самої смерті. 
Помер 4 березня 1989 року у Нью-Йорку від менінгіту у віці 72 років.

## Дискографія
- Blues Groove (Prestige, 1958)
- Callin' the Blues (Prestige, 1958)
- Tiny in Swingville (Swingville, 1959)
- Big Time Guitar with Organ and Rhythm (United Artists, 1962)
- Profoundly Blue (Muse, 1973)